# Francis Medina
Francis Medina (* 28. Juli 1996) ist ein philippinischer Hürdenläufer, der sich auf die 400-Meter-Distanz spezialisiert hat.

## Sportliche Laufbahn
Erste internationale Erfahrungen sammelte Francis Medina bei den Asienmeisterschaften 2017 in Bhubaneswar, bei denen er mit 53,34 s in der ersten Runde ausschied, wie auch bei den anschließenden Südostasienspielen in Kuala Lumpur mit 51,48 s. Im Jahr darauf erreichte er bei den Asienspielen in Jakarta das Halbfinale, in dem er mit 51,68 s ausschied. Bei den Asienmeisterschaften 2019 in Doha schied er mit 52,49 s im Vorlauf aus und belegte mit der philippinischen 4-mal-100-Meter-Staffel in 40,10 s den sechsten Rang. Anfang Dezember erreichte er bei den Südostasienspielen in Capas in 51,68 s Rang vier im Hürdenlauf und gewann mit der Staffel in 40,04 s die Bronzemedaille hinter den Teams aus Thailand und Malaysia. 2022 gelangte er bei den Südostasienspielen in Hanoi mit 51,77 s auf Rang fünf. 

## Persönliche Bestleistungen
- 400 m Hürden: 50,93 s, 12. Februar 2018 in Jakarta